# Lakits család
A Lakits Nyitra- és Bars vármegyei, illetve feltételezhetően verebélyi széki nemesi család.
A 19. század elején Migazzi Kristóf hizéri birtokának (ma Aranyosmarót része) egy kis részére, jutalom gyanánt, inscriptiót adott a Lakits családnak 31 évre, de mert azt az uradalom időben nem követelte vissza, az 1852-iki ősiségi nyílt parancs alapján Lakits István tulajdonába ment át, aki azt a községi lakosoknak eladta. A faluban fennmaradt szájhagyomány szerint az ő hajdújuk halála köthető az 1848-as jobbágyfelszabadítási eseményekhez.
A család a 19. század második felében (1857-1869 között) származott át Hizérről Nemespannra, majd tovább többek között Nyitrára. Rokoni szálaik alapján, feltételezhetően legelőbb egy Nemespannon ma is álló ház került a család birtokába. Később házasság (1874 Kochanovszky) és vásárlás révén megszerezhették a Balogh család kúriáját és birtokait is.
Nemespannhoz főként id. Lakits István tevékenysége köthető, valószínű ő égetett téglát például 1877-ben és később, illetve építtetett családi kriptát a templomhoz 1884-ben. A később Nyitrán élő családtagok is ebbe a kriptába temetkeztek egészen az első bécsi döntésig. Lakits Attila családjához köthető az 1932-es felújításkor készült Szent Alajos vitrázs templomablak.
Érdekességként megemlíthető, hogy a Lakits családhoz is kapcsolódnak Nemespannon előkerült bélyeges téglák. Felirataik: LAKITS IS, illetve LAKITS. Keltezésük az 1870-1890-es évekre tehető, gyakran pontos évszámmegjelöléssel. A készítésük helye a fellelésük alapján is valószínűsíthetően Nemespann, hiszen a család ekkor már a faluban élt.
A család birtokos volt többek között Hizéren, Kiscétényben, Nemespannon és Nyitrán. Nemespannon majorságot tartottak fenn, illetve a templomhoz új családi kriptát építtettek.

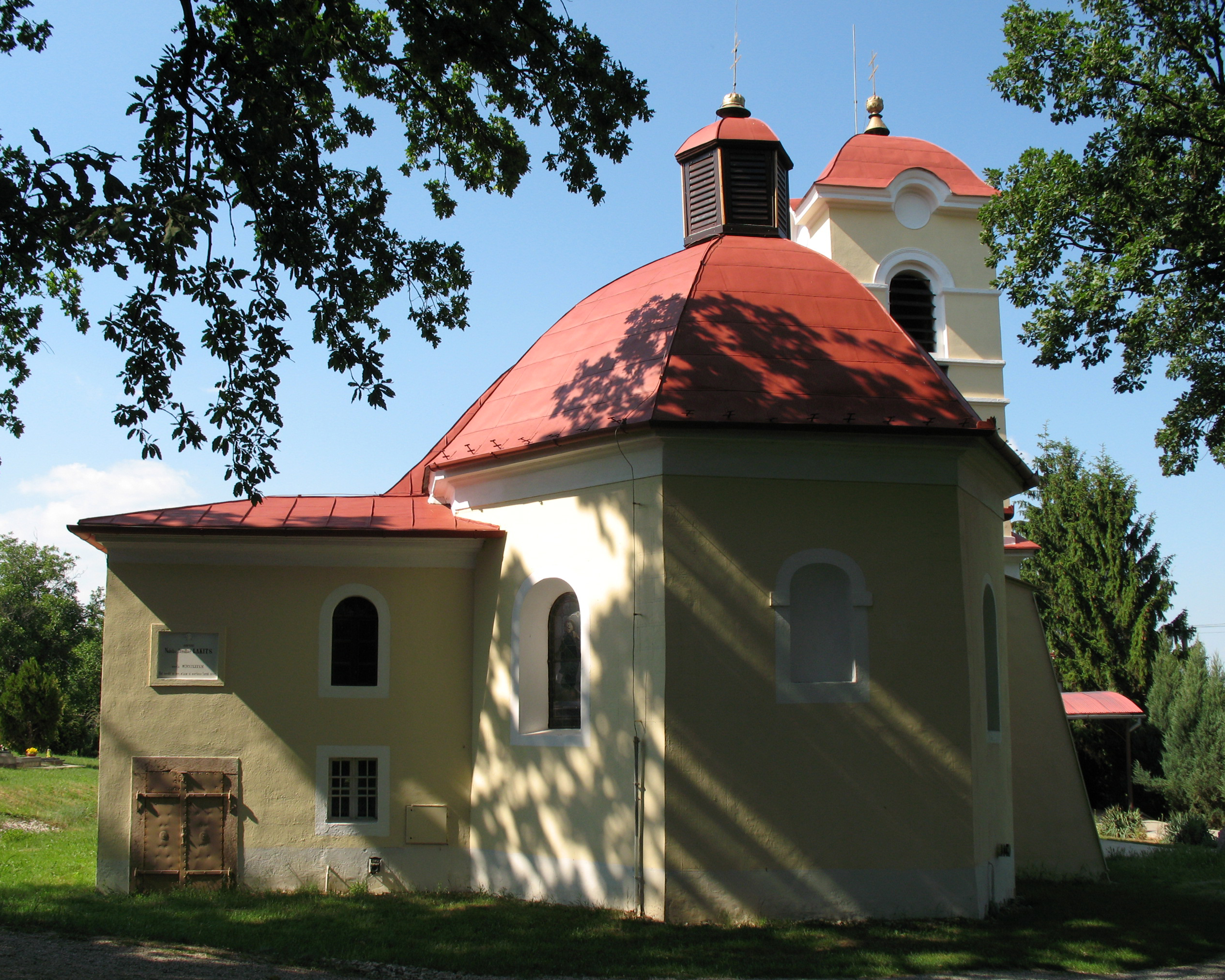
A nemespanni templom dél felől
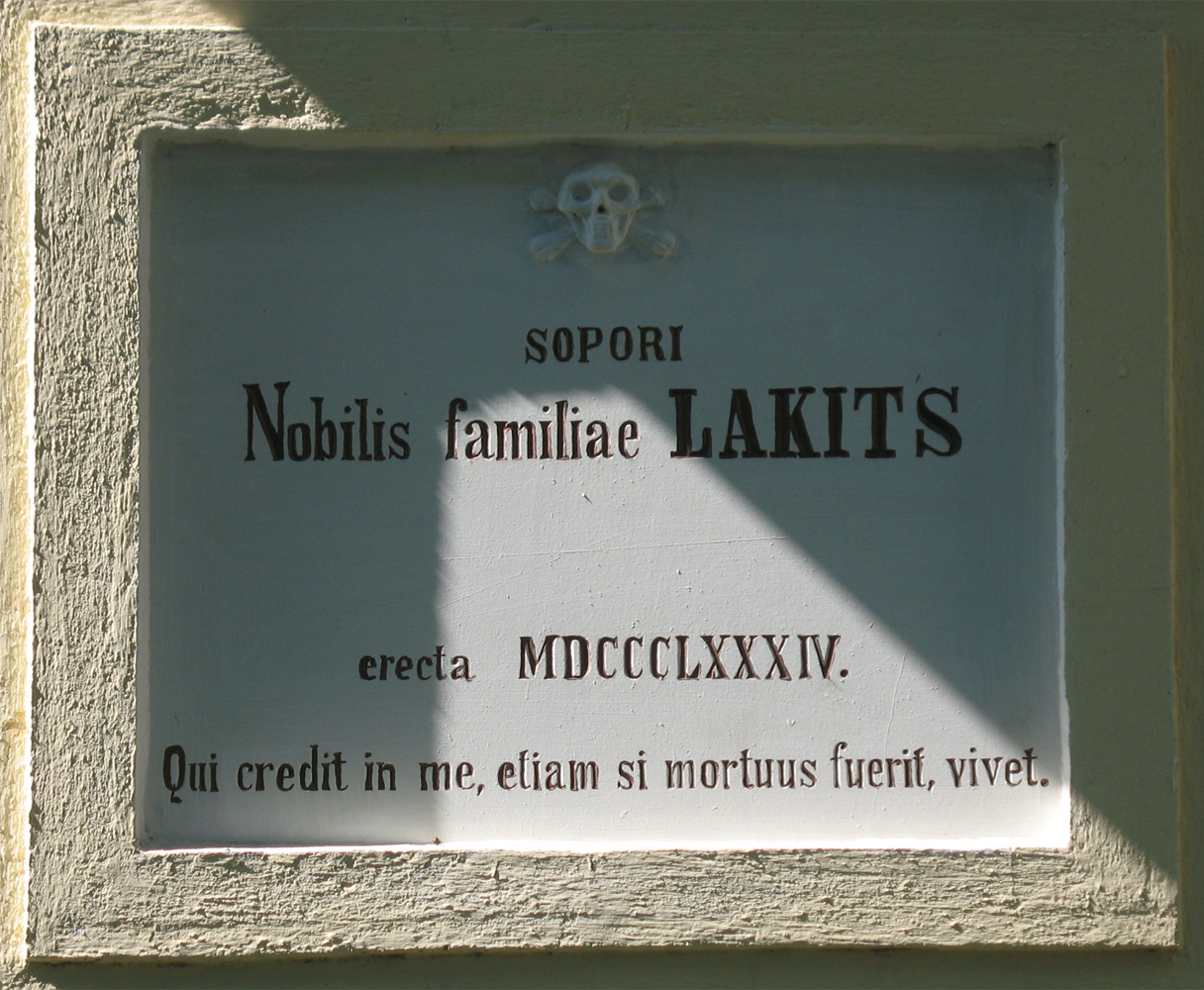
A Lakits kripta bejáratának felirata.
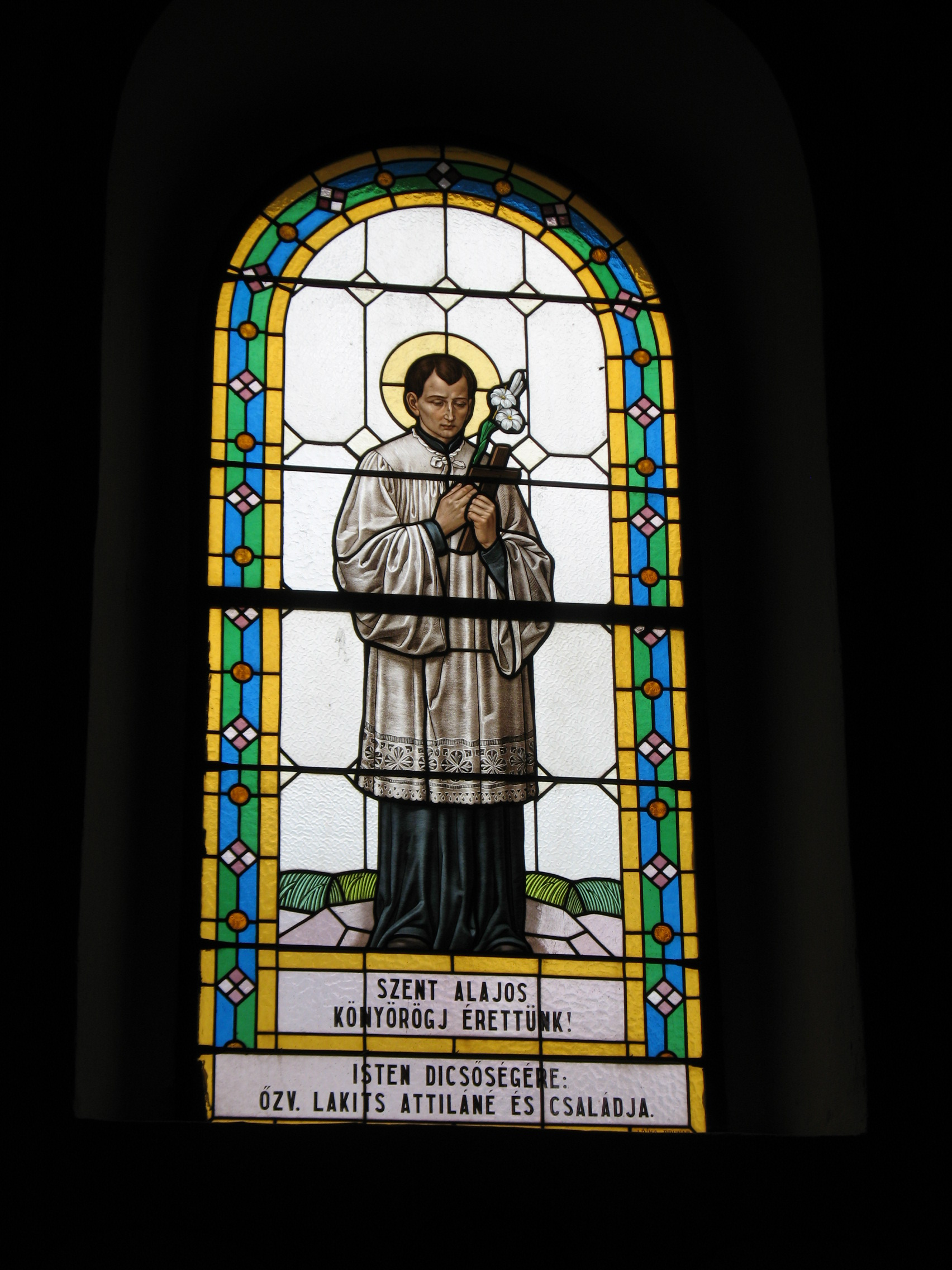
Ólomüveg ablak
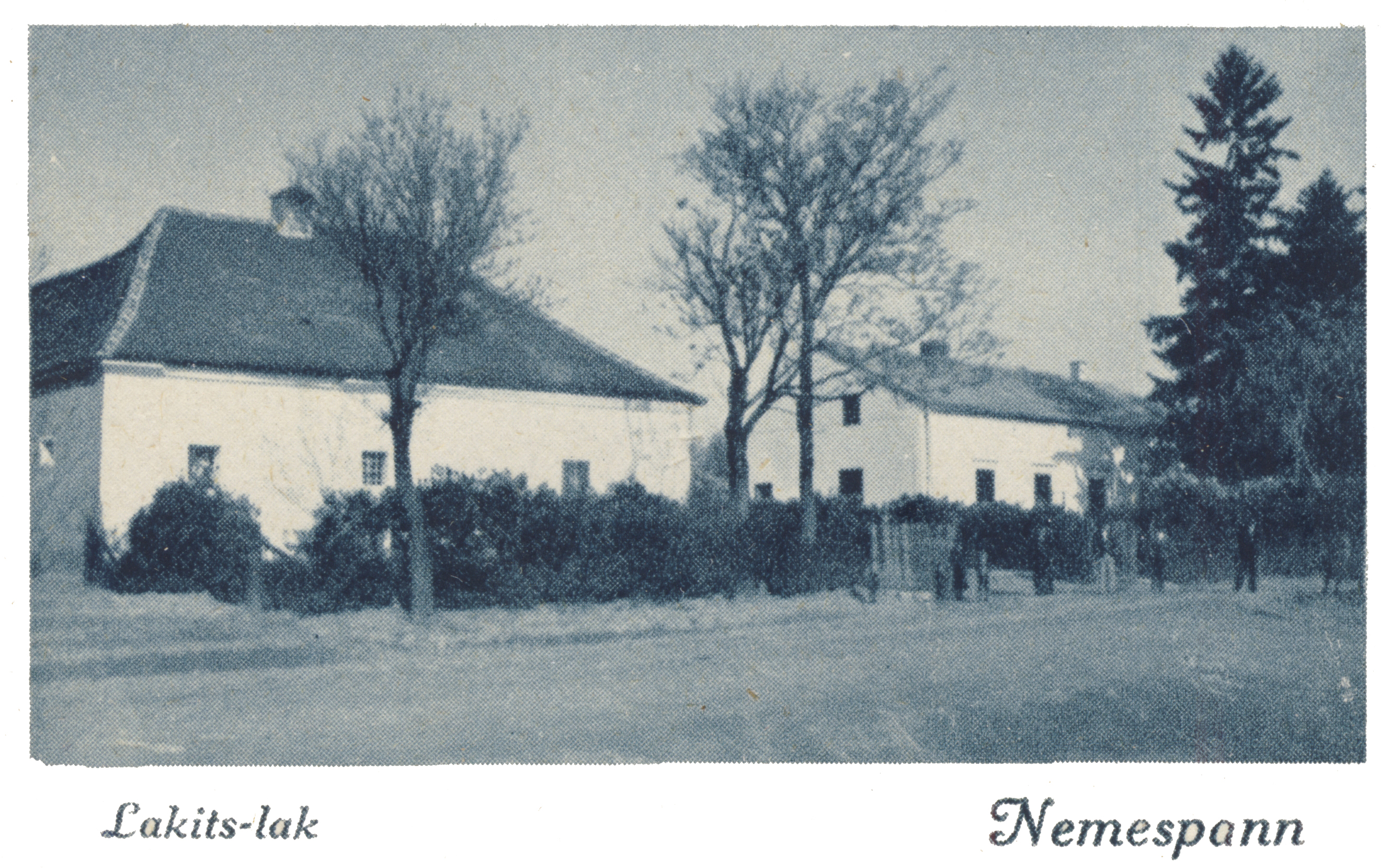
Képeslapról 1940 körül
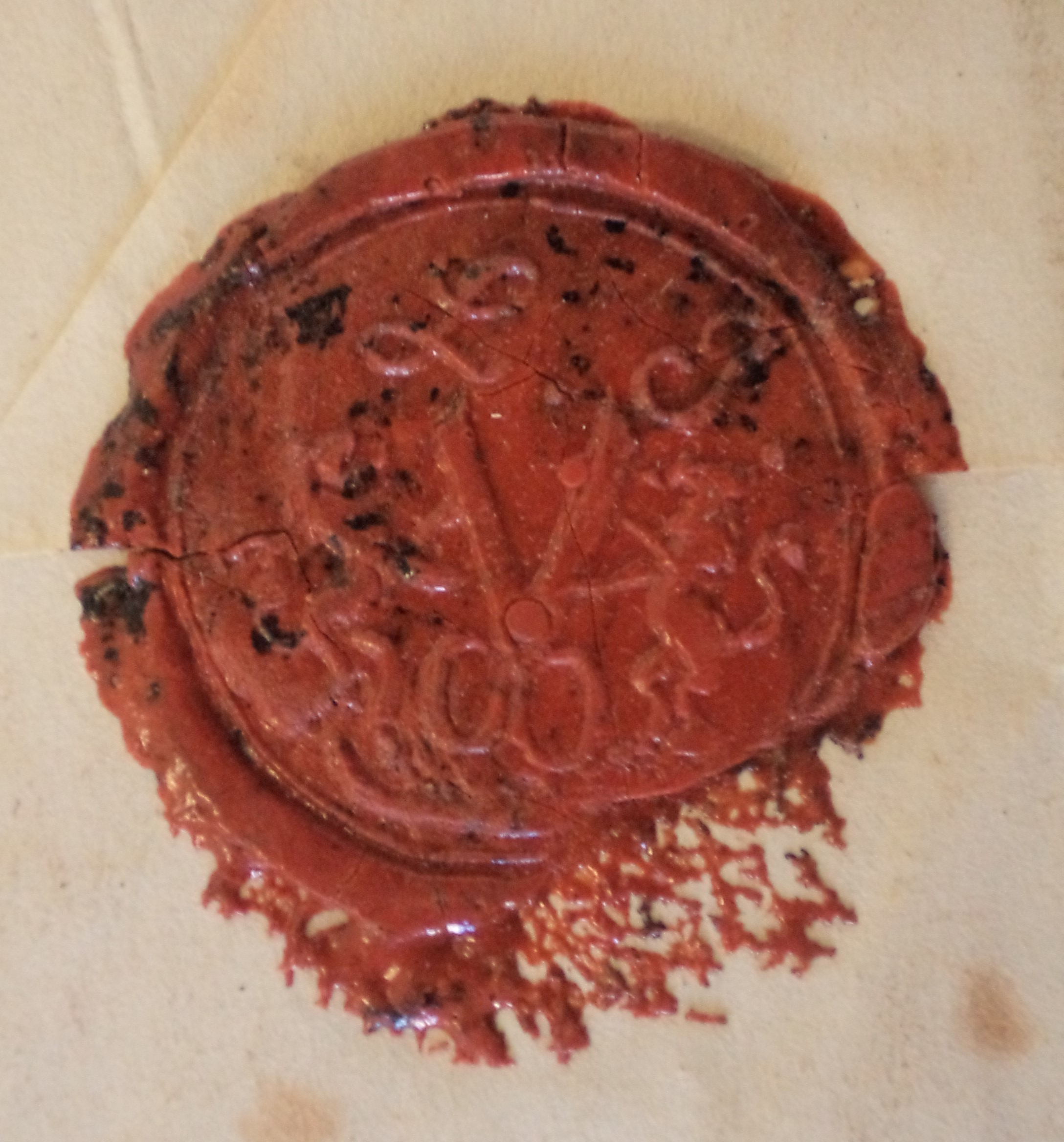
Jan Lakits pecsétje Nyitrán 1858-ból

## Neves családtagok
- id. Lakits István (1818-1895) ügyvéd, hivatalnok, 1849-ben tapolcsai aladószedő[7]
- ifj. Lakits István (1848-1929) nyitrai takarékpénztári vezérigazgató, orvos
- Lakits Alajos Attila (1857-1920) nyitra vármegyei árvaszéki ülnök[8] A nyitrai gimnáziumban tanult, majd közigazgatási gyakornok volt a szenici járásban,[9] később pedig a galgóciban.[10] 1886-ban Balogh János nyitrai járásbeli szolgabíró helyettesítésére rendelték ki.[11] 1887-ben szolgabíróként párbajozott.[12] 1888-ban választották szolgabíróvá.[13] 1891-ben vármegyei árvaszéki ülnök és Nyitrán eljegyezte Babóthy Pál lányát Irmát.[14]
- Lakits István (Etienne; 1932) franciaországi emlékíró, mérnök, üzletkötő[15]
- házassága révén ide sorolható még Bossányi Kálmán ügyvéd